# Diagenesis
Diagenesis (Vgl. Diagenese) ist ein Album der belgischen Funeral-Doom-Band Until Death Overtakes Me.

## Geschichte
Nachdem das alleinige Bandmitglied Stijn van Cauter 2016 mit Antemortem und 2018 mit Missing noch Alben des Projektes Until Death Overtakes Me in Kooperation mit dem Label Dusktone veröffentlicht hatte, ließ er die Jahre danach Veröffentlichungen dieser Band als Musikdownload und Print-on-Demand-CDs über sein Label Void Overflow erscheinen. Am 27. Februar 2022 erschien so das Doppelalbum Collapse of Light. Das Album sei als Auftakt einer Reihe Konzeptveröffentlichungen gedacht, diese blieben allerdings vorerst aus. Im Jahr 2024 änderte der Musiker seine Lebensumstände und legte mehr Gewicht auf seine berufliche Tätigkeit, wodurch seine sonst hohe Veröffentlichungsrate geringer wurde.
Im Januar des gleichen Jahres kündigte er eine Veröffentlichung in Kooperation mit dem britischen Label Aesthetic Death Records an. Mit Aesthetic Death Records hatte Stijn van Cauter bereits mit den Projekten Arcane Voidsplitter 2019, The NULLL Collective 2010 und Wijlen Wij 2007 kooperiert. Der Veröffentlichungstermin des Albums wurde im Verlauf des Jahres von September auf November und später Dezember verschoben. Am 4. Dezember wurde das gesamte Album als Stream über das Webzine No Clean Singing präsentiert. Offiziell erschien Diagenesis dann am 6. Dezember 2024 via Aesthetic Death Records.

## Albuminformationen
Das am 6. Dezember 2024 über Aesthetic Death Records und die Bandcamp-Präsenz von Until Death Overtakes Me veröffentlichte Diagenesis ist das elfte Studioalbum der Band. Aesthetic Death Records ließ 150 CD-Exemplare des Albums produzieren. 

### Umfang und Konzept
Das Album ordnete sich nicht der mit Collapse of Light begonnenen Reihe zu. Van Cauter gab an, dass das Album seit dem Jahr 2009 in Arbeit gewesen sei und thematisiere „wie Trauer im Laufe der Zeit zu übermächtigen Schuldgefühlen“ werden könne. Das Konzept widme sich so dem Tod der ein unausweichlicher Ankunftspunkt, aber nicht das Ende von allem sei. Das Konzept wurde in Rezensionen positiv hervorgehoben und als besonders gelungen besprochen. Die vier separaten Stücke mit einer Gesamtspielzeit von 1:01:25 Stunden seien epische Stücke „deren Titel allein schon nach einer existenziellen Krise klingen“ würden.
Stijn van Cauter gelänge es, nicht allein Trauer und Düsternis heraufzubeschwören, sondern bietet seiner Hörerschaft mit Diagenesis eine kontemplative Reise durch Traumwelten, in denen die Trauer einen letzten Kontakt zu den Verstorbenen bietet.

„Erinnerungen werden zur Last, die Schuld des Vergessens nagt an deiner Seele – und am Ende bleibt die Erkenntnis: Die Toten hören dich nicht mehr.“

### Stil
In seiner Rezension für das Webzine Medienkonverter nannte Elec In Diagenesis „Funeral Doom in seiner düstersten und introspektivsten Form“ Label und Band ordnen das Album dem für Until Death Overtakes Me üblichen Subgenrebegriff Ambient Funeral Doom unter. Dem Genre entsprechend ist das Tempo relativ langsam. Die Arrangements sind dem Subgenre entsprechend minimalistisch und monoton. Dabei dränge sich, so Islander vom Webzine New Clean Singing, das Wort „eisig“ auf. Die Kompositionen weisen zudem kontrastierende Atmosphären auf, die sich in ihrer Intensität erheblich unterscheiden können. Anhaltend werden die schweren und langsamen Metal-Bestandteile des Funeral Doom aus temporeduzierten Rhythmen und vereinzelten Gitarrenanschlägen vereinzelten neoklassischen bis orchestralen Elementen gegenübergestellt. Das Gitarrenspiel sei eine Abfolge einfacher, endlos wiederholter Riffs. Der Einsatz einer Leadgitarre fehle hingegen völlig, was eine kontemplative Monotonie des Albums intensiviere.

„Lilting keys pervade throughout, plaintive and gentle against the grim surge of the riffs. Drums – toms for the most part so far as I can tell – thump emphasis into the work, granting it a measure of dynamism.“

„Ein beschwingtes Keyboard durchdringt, klagend sanft die grimmige Wucht der Riffs. Das Schlagzeug - größtenteils Tomtoms […] - verleiht dem Werk Nachdruck und ein gewisses Maß an Dynamik.“

Innerhalb dieser Kompositionen nutzt van Cauter ein behäbiges und gestrecktes Growling, das laut Islaender von No Clean Singing „von einer erschütternden Agonie durchdrungen“ ist. Dabei erreiche er „eine Intensität, die mit der Tiefe abgründiger Meeresgräben vergleichbar“ sei. Das Album knüpfe musikalisch und konzeptionell an Antemortem aus dem Jahr 2016 an und erweise sich als lethargische Progression, die von häufigen Ausflügen in den Ambient geprägt sei. Das Keyboard schaffe eine eisige Atmosphären mit einem Klang der vage an das Genre Dungeon Synth erinnere, während die Stimme in den Hintergrund gemischt wurde.
So finden sich im Stück Ascension an den Dark Wave erinnernde ätherische Orgelmelodien sowie die für Until Death Overtakes Me üblichen langsamen, stark verzerrten Akkordanschläge, die Islander als „ruinös abrasiv“ beschreibt. Das eine wirke „wunderschön, ehrfürchtig und fesselnd“, hell und strahlend „wie Sternenlicht“, das andere schwer und schmutzig „wie der Abbau von Granit“, geradezu „erdrückend und grausam und erzeug[e] Schwingungen, die an Geigerzähler inmitten von Plutonium erinnern.“ Beide Seiten vermittelten das Gefühl von Kälte, „jedoch auf dramatisch unterschiedliche Weise.“ Im Stück End’s Lure wird der Klang der Orgel durch jenen schwermütig wirkender Streicher ersetzt, die eindringlicher und verzweifelter erscheinen. Die Komposition integriere hinzukommend Variationen perkussiver Elemente, die eine höhere Dynamik entfalten. Hohe und tieffrequente Klänge zeigen so eine Intensität die an entferntes Donnergrollen erinnere. Im Stück White Light kommt es zur Synthese der Streicherklänge mit jenen der Orgel, wodurch Trauer und Mysterium, die Anwesenheit von Geistern und Zauberwesen, manifestiert werden. In diesem Stück nutzt Until Death Overtakes Me eine temporäre Stille, um die Dramatik zu vertiefen. Das Abschließende For nutzt weiter den Dualismus aus rohem und langsamen Riffing im Kontrast zu symphonischen bis orchestralen Elementen. Die hohen und lichten Elemente werden dabei von flirrenden Synthesizern erzeugt, die „kosmisch und futuristisch“ wirken oder „auf das Unheimliche hindeuten“.

## Wahrnehmung
Die internationale Resonanz auf Diagenesis fiel positiv aus. Elec In vom deutschen Webzine Medienkonverter schrieb, es sei „ein Werk, das einerseits den Schrecken des Verlusts thematisiert und andererseits fast zärtlich klingt, wenn die Musik die unaufhaltsame Verschmelzung der Toten mit der Erde beschreibt“. Auch Islander vom amerikanischen Webzine No Clean Singing lobte das Album und beschrieb das Hören als meditative Erfahrung bei der das Album seine Hörer in eine außerkörperliche spirituelle Erfahrung versetze. Sie gleichzeitig absinken und anheben lasse, bis in das Absinken an einem besonders erschütternden Ort der Hoffnungslosigkeit. „Es ist ein lang anhaltender und unbehaglicher Zauber, der den Schrecken widerspiegelt, nicht nur Menschen zu verlieren, die man liebt, sondern auch zu erleben, wie sie unaufhaltsam aus der Erinnerung verschwinden.“ Alessandro Elli vom italienischen Metalitalia schrieb, dass es schwer falle das Album in seiner Negativität in einem Durchlauf aufmerksam zu verfolgen, aber genau dieser Effekt das Ziel von van Cauter und dem Funeral Doom insgesamt sei und sich Until Death Overtakes Me „intensiv und effektiv“ erneut als einer der tiefsten Interpreten des Genres erweise. Dabei sei Diagenesis dennoch nicht van Cauters beste Veröffentlichung. Insbesondere die für den Funeral Doom allgemein und den Ambient Funeral Doom im besonderen prägende Monotonie wurde als schwer zu verarbeitender Aspekt in der Rezension von Eric Clifford für The Razors Edge herausgestellt. Als Mangel sieht er lediglich, dass Stijn van Cauter mit Diagenesis die Stereotype des von ihm mit geprägten Subgenres nicht verlässt und einen atypischen Ambient Funeral Doom ohne Innovationen und Quereinflüsse spielt. Dennoch läge Schwere und Schönheit in diesem Album, das „viel zu lieben“ biete. So empfahl Clifford den „trüben Charme“ von Diagenesis all jenen die etwas „langsames, kräftiges, und stimmungsvolles“ suchen.